# Ctenus barbatus
Ctenus barbatus este o specie de păianjeni din genul Ctenus, familia Ctenidae, descrisă de Thorell, 1895.
Este endemică în Myanmar. Conform Catalogue of Life specia Ctenus barbatus nu are subspecii cunoscute.